# Petr Čejka
Petr Čejka (12. srpna 1964 Benešov – 17. srpna 2019 Praha) byl český zpěvák, skladatel, kytarista a kapelník kapely Čejka Band.

## Životopis
Hrál ve skupinách Foton, ČP 1936, ROTOR, HAT Rock a Čejka Band. Mezi jeho největší hity patří Abstinuju (How do you do), Stojím tu bez (Simple the Best) a Večerníček pro dospělé (Jednou je málo) s kapelou Čejka Band.
Zemřel na leukemii 17. srpna 2019, bylo mu 55 let.